# Præsens konjunktiv
Præsens konjunktiv er en konjunktivform, der på dansk bl.a. kaldes nutids ønskemåde, men en rigtig god oversættelse af ordet findes ikke.
På f.eks. latin og tysk er konjunktiv meget mere brugt end på dansk. Konjunktiv findes i amerikansk engelsk, men i britisk engelsk er formen uddød, men findes i Biblen og hos Shakespeare m.v.
På dansk og på engelsk har præsens konjunktiv samme form som præsens infinitiv (navnemåde), men hvor infinitiv er en såkaldt infinit form (ikke-sætningsdannende form, kan ikke være udsagnsled i en sætning: at gynge), så er konjunktiven en finit form, der optræder som udsagnsled.

## Eksempler

### Danske eksempler
- Kongen længe leve.
- Det være sig på den ene eller anden måde.

### Engelske eksempler
- It is good that he be seen. (Amerikansk soldat om Saddam Hussein, der dukkede frem fra hullet).

| Sprog | Spire Denne artikel om sprog er en spire som bør udbygges. Du er velkommen til at hjælpe Wikipedia ved at udvide den. |